# Аксіоми Пеано
Аксіоми Пеано — одна із систем аксіом для натуральних чисел.
В 1860-тих роках Герман Грассман показав, що багато тверджень арифметики можуть виводитись через властивості наступного числа та математичну індукцію.
Опираючись на його праці, Ріхард Дедекінд 1888 року запропонував систему аксіом для натуральних чисел, яка 1889 року була уточнена італійським математиком Джузеппе Пеано.
Аксіоми Пеано дали змогу формалізувати арифметику.
Хоча із теореми Геделя про неповноту випливає існування тверджень про натуральні числа, які не можна ні довести, ні заперечити, виходячи з аксіом Пеано. Деякі з них мають досить просте формулювання (див. теорема Гудштейна).

## Формулювання

### Словесне
- 1 є натуральним числом.
- Число, наступне за натуральним, також є натуральним.
- 1 не є наступним ні для якого натурального числа.
- Якщо число a є наступним за числом b та є наступним за числом c, тоді b=c.
- (Аксіома індукції) Якщо деяке твердження доведене для 1 і якщо з припущення, що воно слушне для деякого натурального числа, випливає, що воно слушне і для наступного за ним числа, то воно є слушним для всіх натуральних чисел.

### Математичне
Введемо функцію {\displaystyle \ S(x)}, яка повертає значення числа, наступного після {\displaystyle \ x}.
- {\displaystyle 1\in \mathbb {N} }
- {\displaystyle a\in \mathbb {N} \rightarrow S(a)\in \mathbb {N} }
- {\displaystyle \nexists a\in \mathbb {N} \;(S(a)=1)}
- {\displaystyle \ S(b)=a\rightarrow (S(c)=a\rightarrow b=c)}
- {\displaystyle P(1)\wedge (\forall n(P(n)\rightarrow P(S(n))\rightarrow \forall n\in \mathbb {N} (P(n)))}

## Формалізація арифметики
В формулюванні арифметики в аксіомах Пеано число 1 заміняють числом 0, а також вводять операції додавання і множення за допомогою наступних аксіом:
- {\displaystyle \ a+0=a}
- {\displaystyle \ a+S(b)=S(a+b)}
- {\displaystyle a\cdot 0=0}
- {\displaystyle a\cdot S(b)=a+(a\cdot b)}